# Moisés Moura Pinheiro
Moisés Moura Pinheiro (Nanuque, 25 luglio 1979) è un ex calciatore brasiliano, di ruolo difensore.

## Carriera

### Club
Durante la sua carriera ha vestito le maglie di Vitória, Spartak Mosca, Kryl'ja Sovetov Samara, Cruzeiro, Flamengo, Boavista e Braga.

## Palmarès

### Club

#### Competizioni statali
- Campionato Baiano: 2

Vitória: 1999, 2000
- Campionato Mineiro: 1

Cruzeiro: 2006
- Campionato Carioca: 1

Flamengo: 2007
- Taça Guanabara: 1

Flamengo: 2007

#### Competizioni regionali
- Campionato del Nordest: 1

Vitória: 1999

#### Competizioni nazionali
- Coppa di Russia: 1

Spartak Mosca: 2003